# Gnamptogenys lucaris
Gnamptogenys lucaris är en myrart som beskrevs av Kempf 1968. Gnamptogenys lucaris ingår i släktet Gnamptogenys och familjen myror. Inga underarter finns listade i Catalogue of Life.